# Awaous acritosus
Awaous acritosus és una espècie de peix de la família dels gòbids i de l'ordre dels perciformes.

## Morfologia
Els mascles poden assolir els 18 cm de longitud total.

## Distribució geogràfica
Es troba al nord-est de Queensland (Austràlia) i a la conca del riu Laloki (sud de Nova Guinea).